# Leo Houtsonen
Leo Houtsonen (Pieksämäki, 25 oktober 1958  – Kuopio, 5 juni 2019) was een profvoetballer uit Finland, die speelde als middenvelder gedurende zijn carrière. Hij beëindigde zijn actieve loopbaan in 1987 bij de Finse club KuPS Kuopio, maar hij keerde in 1992 kortstondig terug bij die club (zeven wedstrijden).

## Interlandcarrière
Houtsonen kwam – inclusief duels voor de olympische selectie – in totaal 48 keer uit voor de nationale ploeg van Finland in de periode 1978-1986. Onder leiding van bondscoach Aulis Rytkönen maakte hij zijn debuut op 5 april 1978 in de vriendschappelijke uitwedstrijd tegen de Sovjet-Unie (10-2 nederlaag), net als Arto Uimonen (FC Haka). Houtsonen moest in die wedstrijd na 45 minuten plaatsmaken voor Pertti Jantunen.

## Erelijst
KuPS Kuopio
- Fins landskampioen

1976
 OPS Oulu
- Fins landskampioen

1979, 1980